# Karl Lindemann (Zoologe)

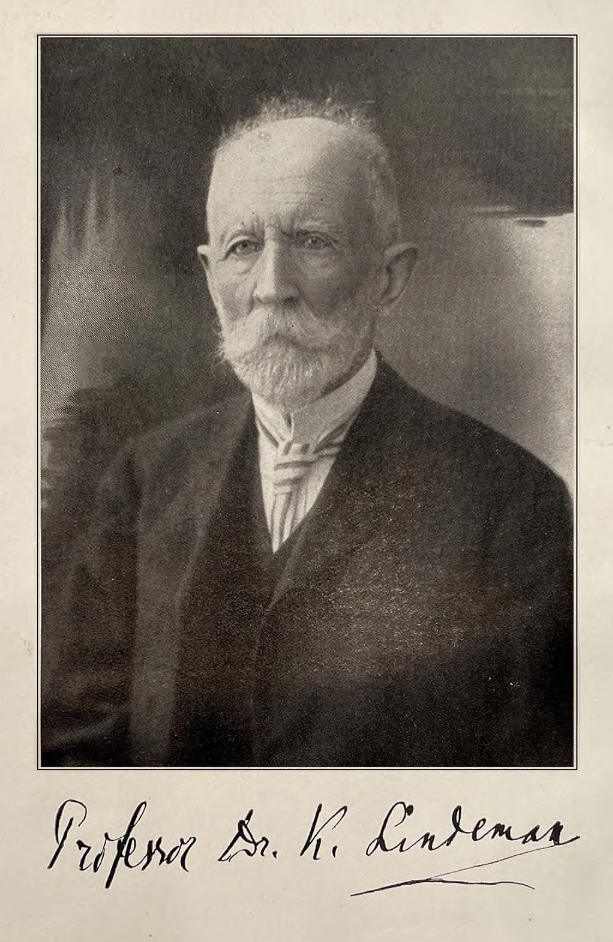
Karl Lindemann

Karl Lindemann (russisch Карл Эдуардович Линдеман Karl Eduardowitsch Lindeman; * 26. Oktober 1847 in  Nischni Nowgorod, Russisches Kaiserreich; † 1. Februar 1929 in Ohrloff, Kolonie Molotschna, Rajon Melitopol, Ukraine) war ein russischer Zoologe (Entomologe) sowie bedeutender Vertreter von Interessen der deutschsprachigen Minderheit in Russland.

## Leben
Karl Lindemanns Vater zog in den 1830er Jahren aus Dorpat nach Nischni Nowgorod und gründete eine Arztpraxis. Lindemanns Großvater mütterlicherseits – ein Baron von Frey – war Leibarzt des Zaren Paul I. Er besuchte das Gymnasium in Nischni Nowgorod und studierte bereits im Alter von 15 an der Universität von Kasan Anatomie und Physiologie; mit 16 Jahren ging er an die Universität in Moskau und 1865 beendete er sein Studium der Naturwissenschaften an der Universität in Dorpat. 1863 entdeckte er einen Parasiten des menschlichen Körpers (Sarcocystis lindemanni), der 1878 von Sebastiano Rivolta nach ihm benannt wurde.
Er wurde Assistent, 1870 außerordentlicher und 1880 ordentlicher Professor der Zoologie an der landwirtschaftlichen Petrowski-Akademie in Moskau. Seit 1884 war er Mitglied der Deutschen Akademie der Naturforscher Leopoldiana. Sein Hauptforschungs- und Lehrgebiet waren die landwirtschaftlichen Schädlinge.
1918 zog er nach Kiew und bereiste 1919 bis 1921 die Siedlungen der Deutschen in Südrussland, der Ukraine und auf der Krim. 1921 wurde er Professor für landwirtschaftliche Entomologie an der Landwirtschaftsfakultät in Simferopol auf der Krim, 1924 Professor für Entomologie an der Universität Simferopol. Die letzten Jahre seines Lebens verbrachte er in Ohrloff, Teil der Kolonie Molotschna, einer Kolonie der Russlandmennoniten in der Ukraine, wo er 1929 starb.
Neben seiner Tätigkeit als Professor engagierte er sich politisch. Lindemann gründete und leitete ab 1905 die Moskauer deutsche Gruppe des Verbandes des 17. Oktobers, einer konservativ-liberalen Partei der sogenannten Oktobristen. Noch vor 1914 trat Karl Lindemann als Verfechter der Rechte der deutschen Siedler als gleichberechtigte russische Bürger hervor. Während des Krieges protestierte er entschieden gegen die Gesetze zur Beseitigung des deutschen Landbesitzes im Russischen Reich, kritisierte benachteiligende Maßnahmen der Regierung und die antideutsche Stimmungsmache der Presse. Er konnte aber trotz seines großen Einflusses nicht die Rücknahme der 1915 vom Zaren verabschiedeten Liquidationsgesetze bewirken.
Nach der bürgerlichen Revolution im Februar 1917 organisierte Lindemann im April und August des genannten Jahres in Moskau den Allrussischen Kongress der russischen Bürger deutscher Nationalität, an dem Vertreter aller Konfessionen aus 15 Gouvernements teilnahmen. Nach der Oktoberrevolution unterstützte er die wirtschaftliche und kulturelle Wiedergeburt der ethnischen Deutschen auf der Halbinsel Krim und der Ukraine.
Lindemanns Sohn Wladimir (1868–1933) war Professor an der Taras-Schewtschenko-Universität in Kiew, wie auch an der Universität Warschau.

## Veröffentlichungen (Auswahl)
- Autobiographische Notizen. In: Deutsches Leben in Russland. Band 2. 1924, S. 195–197.
- Von den deutschen Kolonien in Russland. Ergebnisse einer Studienreise 1919–1921. Stuttgart 1924.
- Die schädlichsten Getreide-Insekten in Rußland und ihre Bekämpfung. Zentralvölkerverlag der Sowjet-Union, Moskau 1924.
- Die Schädlinge der Obst- und Wein-Gärten im Bunde der Räte-Republiken. Zentralverlag der Völker des Bundes der S.R.R. Moskau 1926.